# محاصره قندهار (۱۷۳۸–۱۷۳۷)
محاصرهٔ قندهار نبردی بود که بین نادرشاه افشار و هوتکیان از آوریل ۱۷۳۷ تا ۲۴ مارس ۱۷۳۸ روی داد. نادرشاه در این جنگ از قوای بختیاری ایران استفاده نمود و بر هوتکیان غلبه کرد.

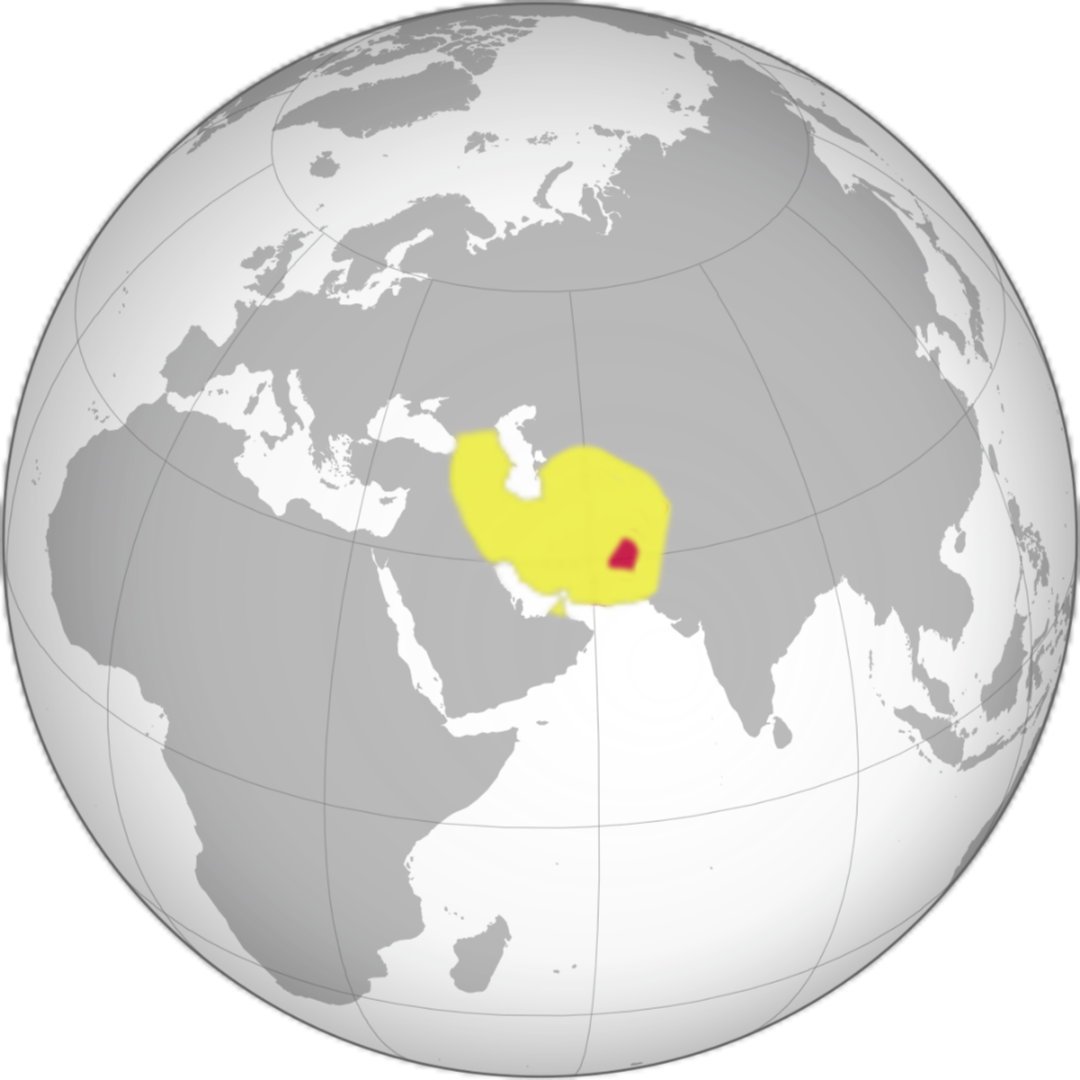
محاصره هوتکیان در قندهار توسط ایران افشاری

محاصره قندهار در آوریل سال ۱۷۳۷ از زمانی آغاز شد که ارتش نادرشاه افشار برای سرنگون کردن آخرین دژ هوتکیِ لوی قندهار که زیر چیرگی حسین هوتکی بود به جنوب افغانستانِ امروزی یورش برد. این محاصره در منطقه قندهار رخ داد و تا ۲۴ مارس ۱۷۳۸ که هوتکیان از افشاریان (که خود دربردارنده سربازان افغان از قبیله درانی نیز بود) شکست خوردند، ادامه داشت.

## زمینه
پس از بیرون راندن هوتکیان از ایران در سال ۱۷۲۹ میلادی، طهماسب قلی خان قصد حمله به هوتک‌ها و تسخیر قندهار را در سال ۱۷۳۰ را داشت. اما حوادث متعدد این امر را به تعویق انداخت. از آنجایی که حسین هوتک از حمله افشاریان به قندهار می‌ترسید، ابدالی‌های هرات را به شورش برانگیخت، که باعث شد نادر از لشکرکشی خود علیه عثمانی‌ها دست بکشد و هرات را دوباره به امپراتوری صفوی بپیوندد. این کار با سقوط هرات در ۲۷ فوریه ۱۷۳۲ انجام شد.هنگامی که نادر در سال ۱۷۳۶ با عثمانی‌ها صلح کرد، شروع به آماده شدن برای حمله کرد.

## محاصره
در بیشترِ زمانِ محاصره، نبردها ناچیز بود زیرا نبود توپخانه سنگینِ نادر سربازان او را مجبور به جایگیری در محاصره شهر استوار قندهار کرد.

## نبرد
پس از دستیابی به پادشاهی، وظیفهٔ اصلیِ نظامیِ نادرشاه، شکستِ نهاییِ نیروهای باقیماندهٔ هوتکیان بود که حکومتِ صفوی را به پایان رسانده بودند. او برای آنکه نشان دهد که قندهار، تنها یک پایگاه برای حمله‌ای بزرگ‌تر است، محمدخان ترکمن را در ۱۱ محرم ۱۱۵۰ ه‍.ق/۱۱ مهٔ ۱۷۳۷ م به دربارِ امپراتوری مغول در هند فرستاد تا هشدار دهد که هندیان در مسئولیتِ جلوگیری از فرارِ هوتکیان پناهنده از ایران کوتاهی کردند و شکست خوردند. نادرشاه در ۱۷ رجب ۱۱۴۹ ه‍.ق/۲۱ نوامبر ۱۷۳۶ م، با حرکت از اصفهان، از گُلون‌آباد گذشت، با سپاهی شامل ۸۰٬۰۰۰ تن که اغلب یا احتمالاً همهٔ آنان سواره بودند و نیز سواره نظامی متشکل از چند هزار پیادهٔ جزایرچی سوار بر شتر و اسب‌های کوچک و صدها زنبورکِ حمل‌شده بر شتر و شماری توپِ چرخ‌دار. تهماسب خان جلایر کمی بعد با ۳۰٬۰۰۰ نیروی خراسانی یا اندکی بیشتر به او پیوست. دستهٔ بزرگی هم که پیشتر همراه پیرمحمدخان بلوچ بودند، باید مطابقِ قرار در قندهار به نادرشاه می‌پیوستند. در ۱۸ شعبان ۱۱۴۹ ه‍.ق/۲۲ دسامبر ۱۷۳۶ م، نادرشاه به کرمان رسید و پس از نُه روز تاراجِ شهر به حرکتش ادامه داد و در ۱۸ شوال ۱۱۴۹ ه‍.ق/۱۹ فوریهٔ ۱۷۳۷ م با عبور از بم به قلعهٔ گِرِشک رسید. با فروریختن دیوارهای قلعه توسط توپخانهٔ سپاه، پادگانِ هوتکیان تسلیم شد. سپاه نادرشاه در کرانهٔ غربیِ رودِ اَرْغَنْداب مستقر شد و پس از درگیری‌ای با هوتکیان، از رود گذشتند و در شرقِ قندهار اردو زدند. نوروز در آنجا گذشت. تصمیم نادرشاه ابتدا محاصرهٔ قندهار به‌روش محاصرهٔ بغداد بود. در ۸ ذیحجهٔ ۱۱۴۹ ه‍.ق/۹ آوریل ۱۷۳۷ م، سربازان شهری تازه در جنوب شرقیِ قندهار ساختند که «نادرآباد» نامیده شد. کلاتِ غل‌زایی در تابستانِ همان سال سقوط کرد و یکی از پسرانِ حسین سلطان و نیز محمد سیدال خان تسلیم شدند. رفتارِ نادرشاه با پسرِ حسین سلطان مهربانانه بود، اما محمد سیدال خان را کور کرد. محاصره به درازا کشید. به نادرشاه خبر دادند پیرمحمدخان قصدِ شورش دارد. نادرشاه نیز دو تن را فرستاد تا پیرمحمدخان را اعدام کنند. پس از مدتی کوتاه، سربازانِ پیرمحمد با فرماندهیِ تازه به سپاه نادرشاه پیوستند. در زمستان نادرشاه به والیانِ سراسر ایران پیامی مبنی بر به‌خدمت گرفتنِ ۱۸۰۰۰ نوجوان و جوان میان سنین ۱۳ تا ۲۵ سال فرستاد تا آموزشِ نظامی ببینند و سپس از راه مشهد و هرات به سپاه در قندهار بپیوندند. پیش از رسیدن این گروه، نادرشاه برنامهٔ حملهٔ خویش را تغییر داد و به استحکاماتِ دفاعیِ قندهار حمله کرد. نوروز دوباره از راه رسید. مجدداً حمله به استحکامات از سر گرفته شد.

## یورش بختیاری
چون محاصره شدن قندهار قابل پیش‌بینی بود مردم تدارکات فراوانی را در شهرشان که برج و باروی استواری هم داشت، گرد آورده بودند. با اینکه گرسنگی و کمبود خوراک در قندهار، از ماه‌های پایانی سال ۱۷۳۷ آغاز شده بود، تشخیص نادرشاه این بود که تهی شدن شهر از اندوخته‌ها، مدت طولانی به درازا می‌انجامد.
نادر از جایگاه خود در ایران مطمئن نبود. او اگرچه تهماسب دوم را برکنار کرده بود ولی تهماسب همچنان زنده بود و نادر نمی‌خواست با مصروفیت در محاصره از کشور غافل بماند. نادر ۳۰۰۰ نفر از میان زیرشاخهٔ بختیاری‌های لشکرش را برای رهبری هجوم موج انسانی اش بر قندهار برگزید. یک بختیاری به نام
ملا آدینه مصطفی برای رهبری یورش برگزیده شد. نادر در ابتدا سعی داشت با توجه به تهدیدی که با ملا روبروست، او را از شرکت در حمله منصرف کند ولی آدینه پافشاری داشت که شرکت کند.
شب پیش از یورش، نادر شخصاً با بختیاری‌ها سخن گفت و به آنها یادآور شد که در صورت کامیابی در حمله، به آنها ۱۰۰۰ روپیه و بهره‌ای از غنایم شهر داده می‌شود. در ۲۴ مارس، حمله آغاز شد و بختیاری‌ها از جایگاه‌های پنهان شده خود در صخره‌های چهل زینا خارج شدند و به سمت شهر روان شدند.
توپچی‌های هوتکیان در برج‌های محافظت شده شهر موفق به کشتن برخی از مهاجمان شدند اما بسیاری از بختیاری‌ها به دیوارهای شهر رسیدند و از نردبان خود برای بالا رفتن از آن استفاده کردند. نخستین افراد صیدمراد خان اسیوند وکلبی خان اسیوند بودن که صعود کردن و نبرد سنگینی در بالای دیوارهای شهر قندهار انجام دادن.
کم‌کم، بختیاری‌ها توانستند دیوارها را به دست بگیرند و اقدام به بدست آوردن استحکامات درونی شهر کردند. مهاجمان سپس جنگ‌افزارها را در بالای دیوارها بلند کردند و آنها را برای بمباران شهر به کار گرفتند.
هوتکیان برای بازپس‌گیری استحکامات این شهر چندین بار تلاش کردند، ولی با آتش سنگین بختیاری‌ها رویارو شدند.
با ناامید شدن از ادامهٔ نبرد، حسین هوتکی با رها کردن مردم به حال خود، در ارگ قندهار عقب‌نشینی کردند. سپس افشاریان به فرماندهی توپ‌های نصب شده روی دیوارهای شهر اقدام کردند و از این توپها برای بمباران ارگ استفاده کردند. سرانجام، پس از یک روز، در تاریخ ۲۵ مارس ۱۷۳۸، حسین هوتکی و همراهان او را که در ارگ پناه گرفته بود، تسلیم کرد.

## سرانجام
نادر شاه سخاوت‌مندانه به نیروهای بختیاری‌ها پاداش داد و شخصاً با کیسه‌ای پر از زر به علیمراد  خان بخشید و به دیگر فرماندهان هم پاداش ویژه ای داد. نادرشاه دستور داد با حسین هوتکی ملایم رفتار شود و به همراه خانوادهٔ اش به مازندران تبعید شود.
گویا او و خانواده‌اش بعداً در جریان کشتارهای زندیِ هوتکیان در شمال ایران به دستور کریم‌خان زند کشته شدند. از سوی دیگر، نادر فرماندهِ اصلی ارتش حسین، محمد سیدالدخان را مشکوک به آشوبگری دانست. پس دستور داد که نابینا شود.
نادرشاه به سربازانش دستور داد تا دژ را ویران سازند که دوباره در آن قدرت نگیرند. شهر قندهار به‌طور سیستماتیک توسط آتش توپخانه ویران شد و ساکنان بازمانده به شهری نو برده شدند که نیروهای افشاری برنامه‌ریزی کردند که در حدود ۶ مایلی جنوب خاوری شهر باستانی ساخته شود.
نادر پس از خود، شهر را نادرآباد نامگذاری کرد. شهر قدیمی مورد استفادهٔ دوباره قرار نگرفت اما ویرانه‌های ارگ قدیمی قندهار تا به امروز می‌توان دید. تسخیر قندهار یک رویداد طنین‌انداز در تاریخ شفاهی بختیاری و به‌طور کلی در فرهنگ لُر است. این رویدادی است که به سنگ محک فرهنگی تبدیل شده است.